# جونیور فیل
جونیور فیل (به پرتغالی: Júnior Fell Jader) مدافع اهل برزیل است که در شهر Estrela و در تاریخ ۱۰ آوریل ۱۹۹۲ به دنیا آمده‌است.
جونیور فیل در تیم‌های فوتبال Metropolitano سابقهٔ حضور دارد.